# Australische Badmintonmeisterschaft 1937
Die Australische Badmintonmeisterschaft 1937 fand Mitte Juli 1937 in Adelaide statt. Es war die dritte offizielle Badmintonmeisterschaft von Australien.

## Finalresultate
| Disziplin    | Sieger                         | Finalist               | Ergebnis           |
| ------------ | ------------------------------ | ---------------------- | ------------------ |
| Herreneinzel | Cecil Craske                   | Bob Harper             | 15-7, 15-13        |
| Dameneinzel  | Mavis Horsburgh                | Eva Robert             | 6-11, 11-6, 11-2   |
| Herrendoppel | Bob Harper Jack Prior          | Jack Wade Bert Tonkin  | 15-11, 13-15, 15-8 |
| Damendoppel  | Ivy Hewett Eva Robert          | Marion O’May C. Samson | 15-7, 15-4         |
| Mixed        | Cecil Craske Beryl Cuthbertson | Bob Harper Ivy Hewett  | 15-7, 15-9         |